# گمینا کلیمونتوو
گمینا کلیمونتوو (به لهستانی:  Gmina Klimontów) یک گمینا در لهستان است که در شهرستان ساندومیژ واقع شده‌است. گمینا کلیمونتوو ۹۹٫۲۴ کیلومتر مربع مساحت و ۸٬۴۳۲ نفر جمعیت دارد.